# Macklin
Macklin es un pueblo canadiense situado en la provincia de Saskatchewan.

## Superficie
Macklin tiene una superficie de 3,05 km².

## Demografía
En 2021, tenía 1247 habitantes, una densidad poblacional de 409,2 hab./km², y 551 viviendas.